# Samsung Galaxy A15
Samsung Galaxy A15 și Samsung Galaxy A15 5G sunt smartphone-uri bazate pe Android, proiectate, dezvoltate și comercializate de Samsung Electronics ca parte a seriei sale Galaxy A. Au fost anunțate pe 11 decembrie 2023 și lansate pe 16 decembrie, la mai puțin de o săptămână distanță.